# 金亦吾
金亦吾（1904年—1951年1月13日），中华民国军事人物，中将，湖北京山人，黄埔军校毕业。1930年任讨逆军第2路军第3游击司令，参加中原大战，1939年3月后先后任第6战区鄂中游击第7纵队司令、第6战区挺进军副总指挥兼第2纵队司令，1943年3月在湖北咸宁被俘后投敌，任汪精卫政权暂编第6师师长，抗战后重回国民政府，1949年7月任湘鄂边区反共救国军指挥官，10月在湖南大庸被俘虏，1951年1月13日在湖北京山被处决。